# Ernest Thibeau
 (mai 2018).
Ernest Thibeau, né le 9 août 1848 à Anzin et mort le 23 février 1919 à Roubaix, est un architecte français.

## Biographie
Il est formé à l’École nationale des beaux-arts de Paris, promotion 1868 première classe en 1872. Il a été l’élève de Georges-Ernest Coquart.
Il s’installe vers 1875 à Roubaix alors en pleine expansion grâce aux entreprises textiles. Il est l’architecte de nombreux industriels pour leurs hôtels particuliers.
Il se marie à Roubaix le 24 novembre 1881 avec Louise Rasson.
Il devient membre de la société des architectes du Nord en 1882. Il en sera le président durant l’année 1887-1888.
Il est lauréat, pour l’architecture privée, de la société centrale des architectes français en 1895. Un court extrait du texte lu par Paul Sédille au congrès des Architectes de France « … M Thibeau dans l’hôtel Vanoutryve à Tourcoing, dans l’hôtel Pollet-Motte à Roubaix, pour ne citer que deux de ses principales œuvres, a montré toutes les ressources, un art très sûr et très varié. Ses façades élégantes ou monumentales, ses intérieurs riches et très soignés de détail, continuent en général les traditions de la Renaissance française quelque peu transformée par le goût flamand… »
Il réalise en 1903 les plans de l’hôtel de ville de Roubaix. Empêché pour des raisons de santé, il ne réalise que l’aile gauche, inaugurée en 1907, édifiée avant la mairie pour répondre aux besoins de la Chambre de Commerce. L’architecte Victor Laloux reprend alors le projet.
Son fils Maurice Thibeau, né le 3 décembre 1888, mort au combat le  6 juin 1918, fut élève de Jules Batigny et Georges Dehaudt à l’École régionale d'architecture de Lille.

## Réalisations notables
- 1892 Maisons 37 à 45 rue Dammartin à Roubaix[3]
- 1894-1896 Couvent des Dominicaines, devenu Lycée Baudelaire, rue de Barbieux à Roubaix
- 1896 maison 67 boulevard Vauban, actuelle aumônerie de L’université Catholique de Lille.
- 1898 maison 44 à 48 rue Dammartin à Roubaix
- 1905-1907 Le café-taverne la Laiterie dans le Parc Barbieux à Roubaix détruit en 1951[4]
- 1907 Aile gauche mairie de Roubaix
- 1911 Immeuble 9 Rue du Maréchal Foch, Roubaix
- 1912 Banque Joire 49 rue de Lille à Tourcoing, agrandie par Henri Maillard  Inscrit MH[5]
- Châteaux Vanoutryve et Pollet- Motte